# Bloch Som e Imagem
Bloch Som e Imagem (en español: Bloch Sonido e Imagen) es una empresa brasileña que vendía telenovelas y otras producciones de la extinta Rede Manchete.

## Historia
Fue fundada en 1995 por Adolpho Bloch. La función de la empresa creada por Grupo Bloch, además de cuidar la producción de las telenovelas y los estudios donde se producían, era mantener los derechos de las producciones en manos de los Bloch en caso de que se vendiera TV Manchete, fuera absorbida por el grupo IBF o quebrara.
Así, todas las producciones realizadas a partir de 1995 por Rede Manchete son propiedad de Bloch Som e Imagem. Todas las producciones producidas anteriormente a 1995, como las telenovelas Kananga de Japón, Doña Bella, Carmen y Pantanal, pertenecieron al patrimonio en quiebra de TV Manchete y fueron subastadas en 2021 por la justicia de Brasil para el pago de sus deudas, por un monto de R$ 500.550. Originalmente, la videoteca de telenovelas estaba valorada en R$ 3 millones, pero se vendió en R$ 240.000 
Esta dificultad para la venta (mediante subastas) no se da con las producciones realizadas a partir de 1995, por lo que ya llevan tiempo vendiéndose a otros canales de televisión. Bloch Som e Imagem vendió una telenovela de su propiedad a SBT y dos a Rede Bandeirantes . SBT adquirió los derechos de emisión de la telenovela Xica da Silva y Rede Bandeirantes adquirió las telenovelas Tocaia Grande y Mandacaru . La empresa aún tendría en su poder la telenovela Brida, pero esta no terminó de filmarse.
Rede Globo adquirió el guion de la telenovela Pantanal a través de su autor Benedito Ruy Barbosa. SBT, por su parte, adquirió los derechos para retransmitir las telenovelas Pantanal, Doña Bella y Ana Raio e Zé Trovão a través de un acuerdo con la productora JPO, de São Paulo, que alquilaba las producciones, vendiendo los derechos a partir de la masa de quiebra de Manchete y no a través de Bloch Som e Imagem.
Pedro Jack Kapeller, sobrino de Adolpho Bloch y heredero de las restantes empresas del grupo, falleció el 7 de mayo de 2022 y su hija Carla Kapeller heredo el control de la empresa y de Radio Manchete.